# نیل آبی (ایالت)
نیل آبی (ایالت) (به عربی: ولایة النیل الأزرق) یک ایالت در سودان است که در سودان واقع شده است.

## خصوصیات
نیل آبی ۴۵٬۸۴۴ کیلومترمربع مساحت و ۸۳۲٬۱۱۲ نفر جمعیت دارد.